# ラストクリスマス (テレビドラマ)
『ラストクリスマス』は、2004年10月11日から12月20日までフジテレビ系の「月9」枠で、毎週月曜日21:00 - 21:54に放送された日本のテレビドラマ。主演は織田裕二。全11回。

## 概要
織田裕二は『東京ラブストーリー』以来、13年ぶりに月9で主役を演じ、『東京ラブストーリー』を手掛けた脚本の坂元裕二とプロデューサーの大多亮が再びタッグを組むことでも話題になった。月9の黄金期を築いたスタッフ、俳優が再集結することで、月9のラブストーリー路線の再確認、原点回帰を志向した作品となった。また、物語の舞台が「ハートスポーツ」なのも『東ラブ』と同様である。
主題歌は、織田が担当し、イギリスの音楽グループワム!（Wham!）が1984年にリリースした大ヒット曲『ラスト・クリスマス』のカバーを歌っている。
後に数々のドラマ・映画を手掛ける菅野祐悟の劇伴デビュー作でもある。

## あらすじ
春木健次（織田裕二）はさわやかで仕事もできる36歳のスポーツ用品の会社員だが、なぜか独身。仕事で海外出張中、会社の秘書・青井由季（矢田亜希子）と出会い、彼女にとても清楚でおとなしいイメージを持った。しかし帰国後、徐々に由季の本性が明らかになっていく。

## キャスト
春木 健次〈36〉
演 - 織田裕二
ハートスポーツ第一事業部主任。仕事も出来、女性から人気があり、部下からの信頼も厚い。しかし、プライベートでは婚約者だった仁美から婚約を解消され現在独身である。そんな中、仕事で行ったニュージーランドにて、取締役である新谷の秘書を務めている清楚な女性、由季と出会う。
青井 由季〈24〉
演 - 矢田亜希子
新谷から抜擢され、秘書を務める清楚な女性。だが昔はレディースでバリバリのヤンキーだった。今はその本性を隠して社内では清楚に振舞っている。ある日、偶然健次の隣の部屋に引っ越してくる。
日垣 直哉〈26〉
演 - 玉木宏
ハートスポーツ商品開発部勤務。若くしてヒット商品を手がけており社内からも一目置かれる存在だが、強情な性格ゆえ生意気だと思われることも少なくない。入社以来、律子のことを4年間思い続けているが、相手にされないので、ほかの女性と多数付き合っているプレイボーイ。
葉山 達平〈23〉
演 - 森山未來
ハートスポーツ入社1年目。第一事業部勤務で健次の後輩。恋愛下手であり、恭子のことが好きだが魔性の女・彩香の罠にはまっていく。
藤沢 律子〈26〉
演 - 片瀬那奈
ハートスポーツ商品開発部とタイアップしているデザイナー。大学時代に恋焦がれていた恩師の死が忘れられず、直哉をふりつづけている。
高瀬 彩香〈23〉
演 - MEGUMI
現在はハートスポーツに勤務している派遣社員。由季とはレディース時代からの知り合い。派遣社員であることをいいことに多数の男性と付き合い、貢がせている魔性の女。前の会社では「ラブテロリスト」と呼ばれていたという。
須藤 恭子〈22〉
演 - 田丸麻紀
ハートスポーツの受付嬢。達平から惚れられる。
本山 美樹〈26〉
演 - 坂下千里子
ハートスポーツ秘書課に勤めるOLで由季の同僚。
塚本 信輔〈25〉
演 - 坂本雄吾
ハートスポーツ入社3年目、第一事業部勤務で健次の後輩。
柴田 幸子〈34〉
演 - りょう
ハートスポーツが協賛するラジオのDJ（「サリー柴田」という名前）。健次の高校時代の後輩であり、高校時代は健次のことをひそかに想っていたというが、現在は既婚者。しかし、旦那との関係がうまくいっていないらしく健次を頼るようになる。健次のことは「けんにー」と呼ぶ。
白河 仁美〈33〉
演 - 桜井幸子（特別出演）
健次の大学時代の後輩で、元婚約者。諸事情から婚約を解消したが健次のことが忘れられない。
新谷 伍郎〈36〉
演 - 伊原剛志
健次の上司でハートスポーツ取締役。健次とは大学時代からの友人であり、女に飢えている。由季のことが好きだったがふられ、その後彩香と付き合うように。寒いオヤジギャグをいつもかます。
春木 貴子〈60〉
演 - 加賀まりこ
健次の母親。寝たきり状態が10年間も続いており入院中。健次の婚約解消は自分のせいだと責任を感じている。
澤口 孝太郎〈70〉
演 - 児玉清
由季の主治医。由季の病気と5年間付き合ってきた。

### ゲスト
杉村 行彦
演 - 勝村政信（2 - 4話）
幸子の旦那。幸子が健次に気があるのではないかと疑い、健次の部屋までやってきて幸子との関係を持つなと言い放つ。
白河 正平
演 - 金田明夫（7話）
仁美の父親
白河 桃江
演 - 田島令子（7話）
仁美の母親
西条 雅人
演 - 津田寛治（7話）
仁美の旦那
藤本 香澄
演 - 梅宮万紗子（7話）
伍郎の見合い相手
新谷
演 - 勝部演之（7、9話）
伍郎の父親
松田 志穂
演 - 山口紗弥加（8話）
由季・彩香の元レディース仲間
青井 和夫
演 - 尾藤イサオ（10話）
由季の父親
飯倉 康恵
演 - 奥貫薫（10話）
由季と同じ病室だった患者
菅原 恵美
演 - 網浜直子（10話）
由季の元夫の姉

### エキストラ
テアトルアカデミー、放映プロジェクト、古賀プロダクション、稲川素子事務所、オスカープロモーション、劇団東俳、芸優、FCプラン、フジテレビクラブ会員。

## スタッフ
- 企画・プロデュース - 大多亮（フジテレビ）
- 脚本 - 坂元裕二
- プロデューサー - 現王園佳正（フジテレビ）・岩田祐二（共同テレビ）
- 演出 - 西谷弘（1,2,5,8,10,11話・共同テレビ）、村上正典（3,6,9話・共同テレビ）、永山耕三（4話・フジテレビ）、河野圭太（4話・共同テレビ）、成田岳（7話・フジテレビ）
- 音楽 - 菅野祐悟
- オープニングタイトル - 織田裕二 with ブッチ・ウォーカー「ラスト・クリスマス」
- 主題歌 - 織田裕二 with ブッチ・ウォーカー「ウェイク・ミー・アップ・ゴー!ゴー!」
- 制作協力 - 共同テレビ
- 制作 - フジテレビ

## 放送日程
| 各話                                             | 放送日   | サブタイトル   | 視聴率（関東） | 視聴率（関西） |
| ------------------------------------------------ | -------- | -------------- | -------------- | -------------- |
| 第1話                                            | 10月11日 | 秘密の二人     | 22.3%          | 19.8%          |
| 第2話                                            | 10月18日 | 奇跡の夜       | 21.1%          | 19.3%          |
| 第3話                                            | 10月25日 | 涙の抱擁       | 20.3%          | 20.0%          |
| 第4話                                            | 11月01日 | 幸せの絆       | 20.9%          | 18.8%          |
| 第5話                                            | 11月08日 | 輝くキス       | 25.3%          | 21.4%          |
| 第6話                                            | 11月15日 | もう一度       | 21.9%          | 20.2%          |
| 第7話                                            | 11月22日 | 別れよう       | 19.0%          | 20.4%          |
| 第8話                                            | 11月29日 | 心の握手       | 20.2%          | 19.1%          |
| 第9話                                            | 12月06日 | 天使の雪       | 22.2%          | 19.1%          |
| 第10話                                           | 12月13日 | 約束の海       | 20.8%          | 19.8%          |
| 最終話                                           | 12月20日 | 幸せのオーロラ | 22.9%          | 21.8%          |
| 平均視聴率 21.6%（関東地区・ビデオリサーチ調べ） |          |                |                |                |

- 初回は21時 - 22時9分の15分拡大放送。
- 最終回は21時 - 22時24分の30分拡大放送。